# Katedrála svatého Mikuláše (Stockholm)
Katedrála svatého Mikuláše (švédsky: Sankt Nikolai kyrka, častěji švédsky Storkyrka = Velký kostel nebo Stockholms domkyrka = Stockholmská katedrála) je druhý nejstarší kostel ve švédském hlavním městě Stockholmu. Katedrála se nachází na ostrově Stadsholmen v historickém centru města Stockholmu (Gamla stan). Slouží bohoslužebným účelům Švédské církve; je katedrálním chrámem její Stockholmské diecéze. V jejím sousedství stojí královský zámek a budova Riksdagu, v níž zasedá švédský parlament.

## Historie

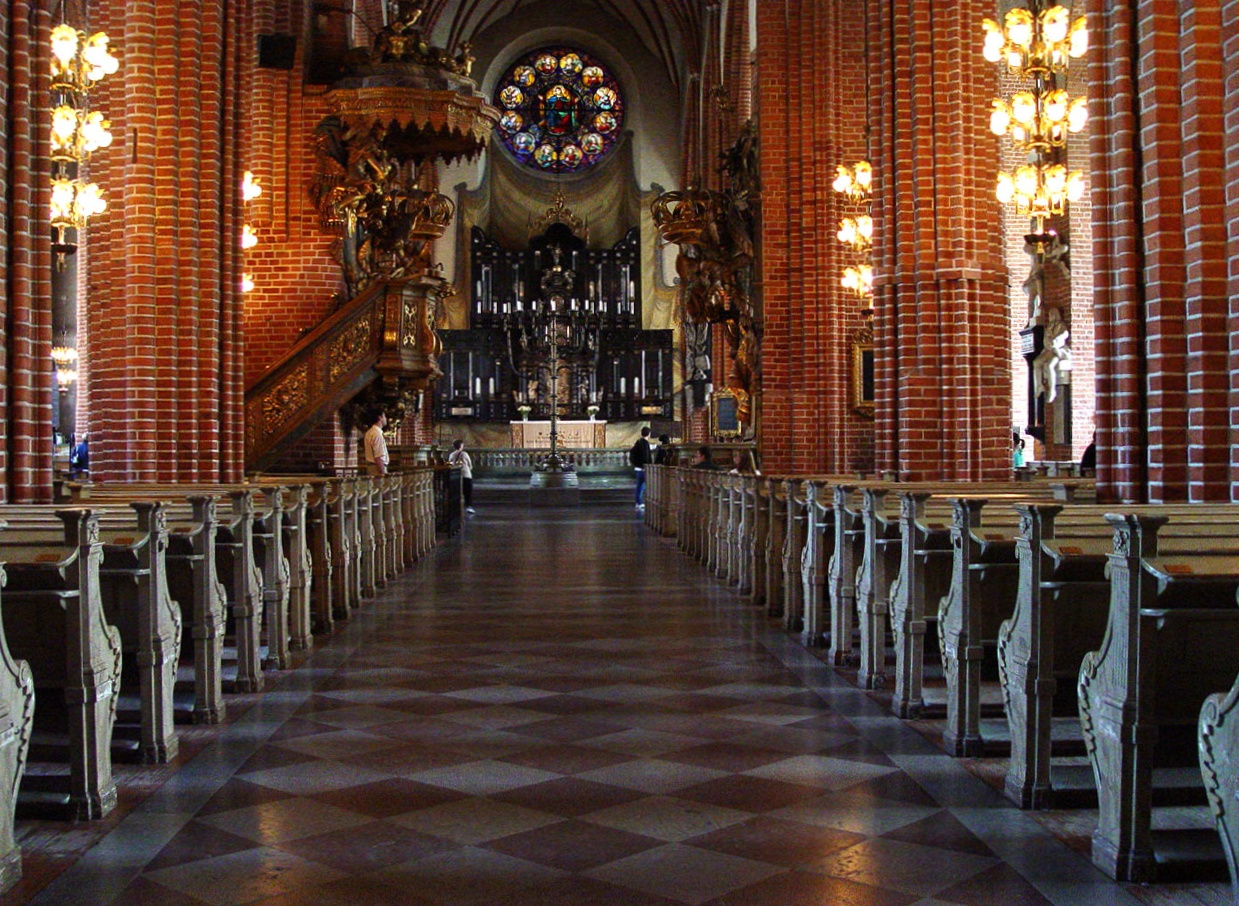
Interiér hlavní lodi

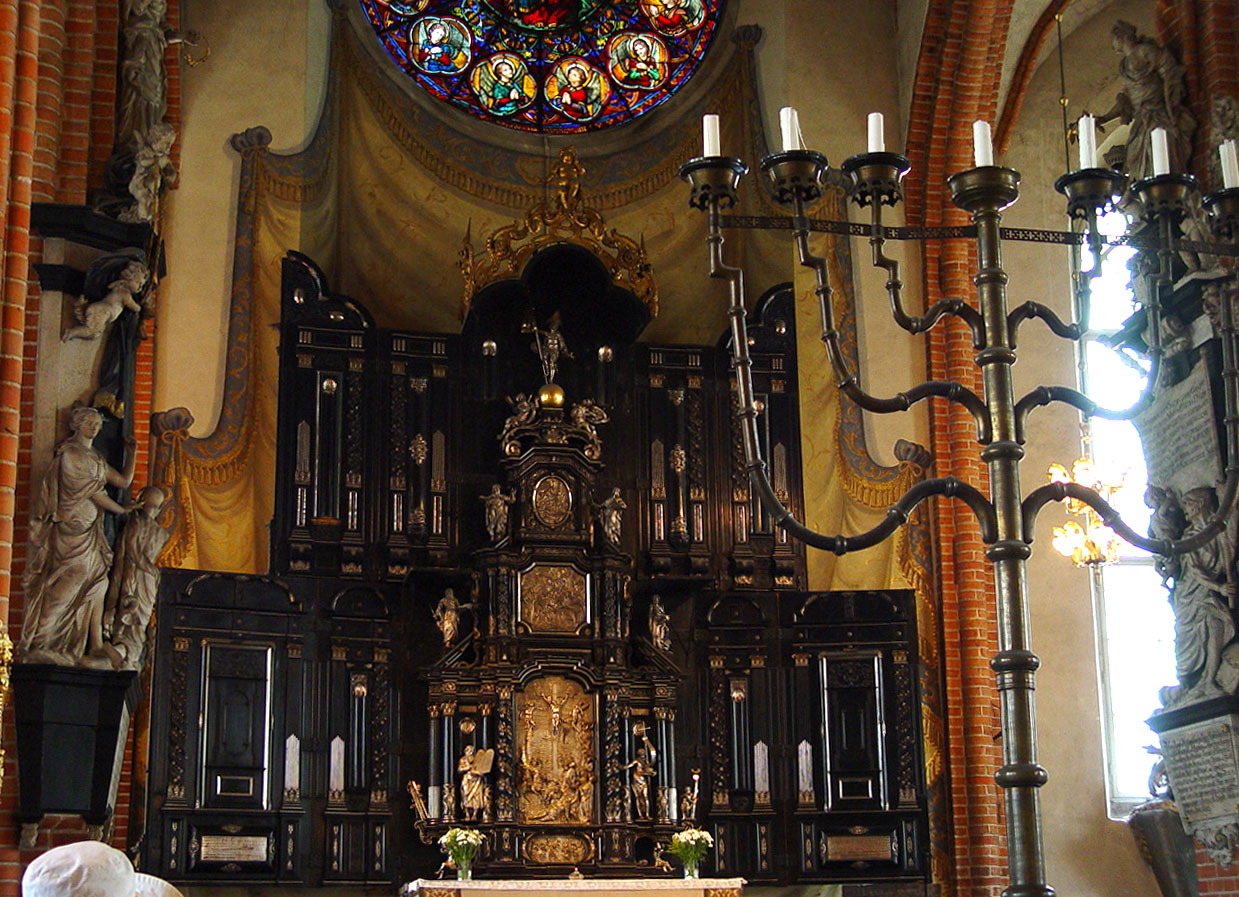
Stříbrný oltář a sedmiramenný svícen

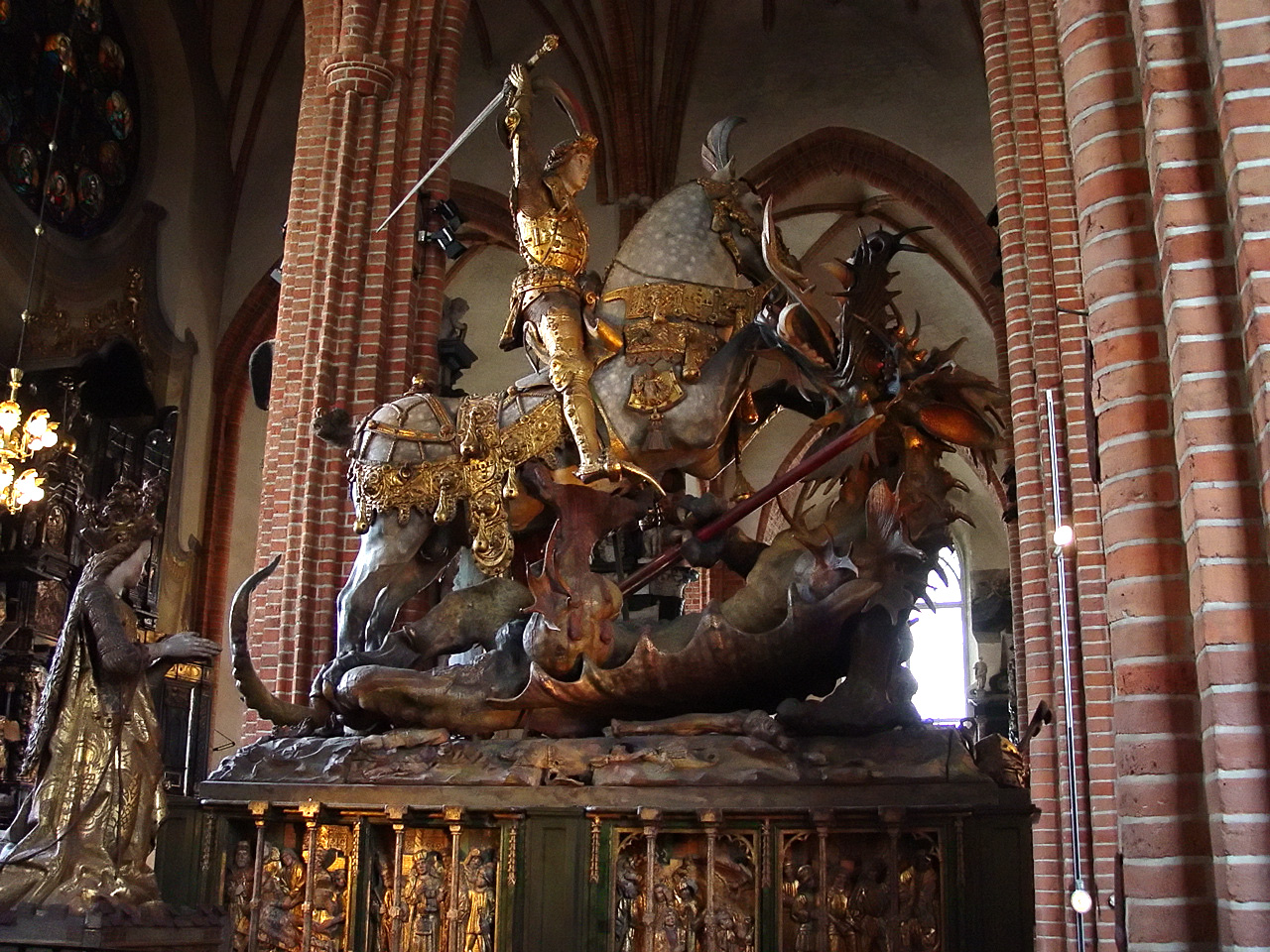
Berndt Notke:Socha sv. Jiří, 1489

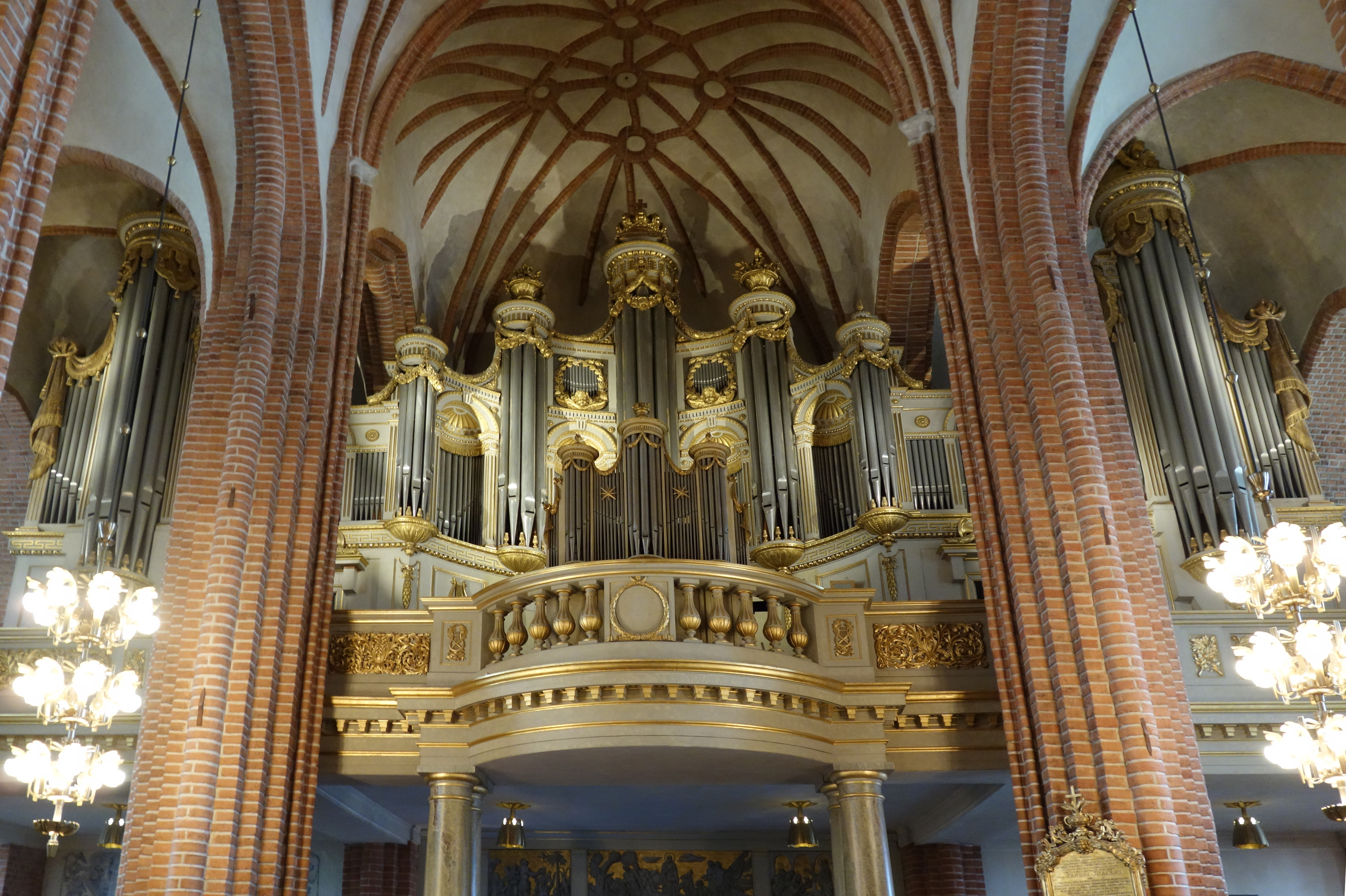
Varhany

### Středověk
Kostel se poprvé písemně připomíná k roku 1279, pravděpodobně již cihelný. Byl zasvěcen patronovi zdejších námořníků a obchodníků, sv. Mikuláši. Roku 1306 byl vysvěcen malý kostel. Ve druhé polovině 14. století byla na severní straně přistavěna kaple Panny Marie a její klenba vyzdobena malbami. Počátkem 15. století byla vystavěna trojlodní bazilika stávající výšky s cihelnými síťovými klenbami a na jižní straně připojena polygonální část. Ve 2. polovině 15. století byly strženy stěny bočních kaplí a doplněny další klenby, na západním průčelí bylo prolomeno kruhové okno a vchod. Roku 1489 bylo do kostela umístěno sousoší sv. Jiří s drakem.

### Reformace
Od roku 1527 zde kázal švédský reformátor Olaus Petri, který pod vedením krále Gustava Vasy a po vzoru Martina Luthera zreformoval církev a dal zbořit polygonální chór. Hlavou církve se stal král.

### Baroko
Po roce 1650 byl vztyčen hlavní oltář z černě lakovaného dřeva s biblickými scénami na reliéfech ze zlaceného stříbra. V 90. letech 17. století byl interiér pod vedením architekta Johanna Eberharda Carlberga vyzdoben plastickými štukaturami, v témže stylu vytvořeny dvě královské lavice pod baldachýnem z královské koruny a postavena kazatelna. Pro historické varhany byla roku 1796 pořízena nynější varhanní skříň, varhany mají 4 manuály a 53 rejstříků a byly plně rekonstruovány roku 1960 dánskou firmou; patří k nejvýznamnějším ve Švédsku.

### Regotizace
Kolem roku 1850 byla z Paříže objednána vitráž do kruhového okna. Roku 1892 byly do věže instalovány čtyři současné zvony. Roku 1898 byla před průčelím vztyčena socha reformátora Olause Petri a zazděn východní vchod. Roku 1906 byly odstraněny štukatury ze stěn a kleneb a obnažena cihlová konstrukce.
V roce 1942 se kostel stal sídelní katedrálou nově vytvořené stockholmské diecéze a zdejší kněz dostal titul pastor primarius. Roku 2006 byl instalován nový střední oltář a biskupský stolec.

## Královské slavnosti
Katedrála se od roku 1620 stala dějištěm královských svateb, korunovací a pohřebních obřadů a trvale nahradila katedrálu v Uppsale jako místo korunovace švédských panovníků. Poslední královská korunovace se zde konala v roce 1873, kdy zde byl korunován král Oskar II. s manželkou Žofií. Poslední královská svatba se zde uskutečnila 19. června 2010, kdy se korunní princezna Viktorie vdala za Daniela Westlinga, přesně 34 let poté, co zde proběhla svatba jejích rodičů krále Karla XVI. Gustava a královny Silvie Sommerlathové.